# مو كامارا
مو كامارا (بالفرنسية: Mohammed Camara)‏ هو لاعب كرة قدم غيني، ولد في 25 يونيو 1975 في كوناكري في غينيا. شارك مع منتخب غينيا لكرة القدم. أما مع النوادي، فقد لعب مع ديربي كاونتي ونادي بلاكبول ونادي بوفيه ونادي بيرنلي ونادي تروا ونادي توركي يونايتد ونادي سانت ميرين ونادي سلتيك ونادي لوهافر ونادي ليل ونورويتش سيتي ووولفرهامبتون واندررز.

## وصلات خارجية
- مو كامارا على موقع قاعدة بيانات كرة القدم.إي يو (الإنجليزية)
- مو كامارا على موقع ناشيونال فوتبول تيمز (الإنجليزية)
- مو كامارا على موقع Soccerbase.com (لاعب) (الإنجليزية)
- مو كامارا على موقع Soccerway.com (الإنجليزية)
- مو كامارا على موقع عالم كرة القدم.نت (الإنجليزية)